# Амандман о једнаким правима
Амандман о једнаким правима (енгл. Equal Rights Amendment; ERA) је био предложени амандман на Устав Сједињених Америчких Држава. Написала га је Алис Пол, а први пут је предложен у Конгресу 1923. Године 1972, усвојен је у оба дома америчког Конгреса, међутим није га ратификовао довољан број савезних држава пре истека рока 30. јуна 1982. Амандман је ратификовало 35 савезних држава од 38 колико је најмање било потребно. Пет држава је повукло ратификацију.

## Текст
Члан 1. Сједињене Америчке Државе или било која савезна држава неће ускратити или умањити једнакост у законским правима на основу пола.
Члан 2. Конгрес ће имати моћ да проводи, преко одговарајућих законских аката, одредбе овог члана.
Члан 3. Овај амандман ће ступити на снагу две године након ратификације.